# Giacomo Beretta
Giacomo Beretta (n. 14 martie 1992, Varese, Italia) este un fotbalist aflat sub contract cu AC Milan.